# Comité Revolucionario Polaco Provisional

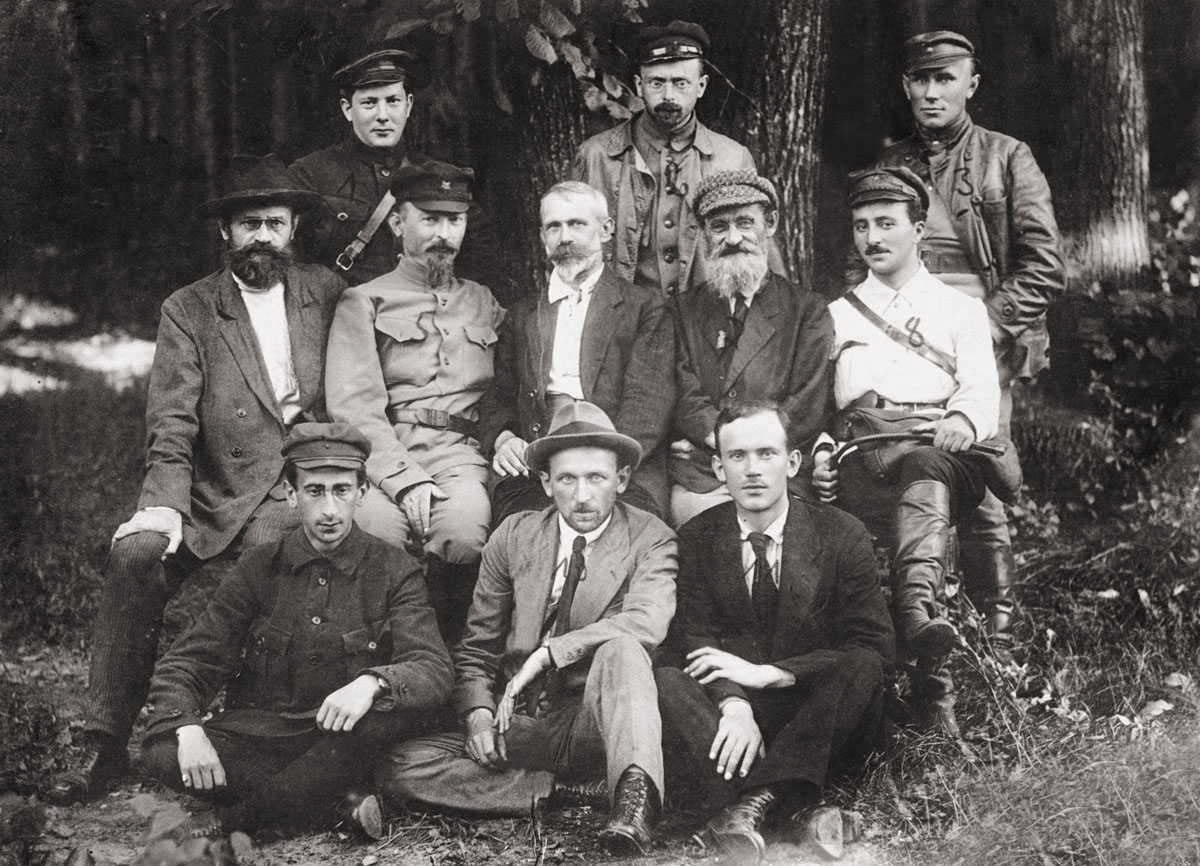
Integrantes del Polrewkom a inicios de agosto de 1920. En el centro, Julian Marchlewski.

El Comité Revolucionario Polaco Provisional, también conocido por su acrónimo Polrevkom, fue un órgano creado el 23 de julio de 1920, en Moscú por el Buró Polaco del partido bolchevique durante la Guerra Polaco-Soviética con la intención de crear y administrar provisionalmente los territorios polacos dominados por el Ejército Rojo y formar allí el núcleo de una futura República Socialista Soviética Polaca aliada con la Rusia soviética.
El Polrevkom se trasladó rápidamente en un tren blindado al frente del Ejército Rojo pasando a Smolensk (el 24 de julio), a Minsk (el 25 de julio), a Wilno (el 27 de julio) llegando a Bialystok el 30 de julio, donde estableció su cuartel general permanente y comenzó su actividad política lanzando proclamas a la población polaca e instalando una administración civil en los territorios bajo control del Ejército Rojo.
El comité estaba formado por los siguientes miembros:
- Julian Marchlewski, que fue su presidente.
- Edward Próchniak, que fue su secretario.
- Félix Dzerzhinsky (Feliks Dzierżyński)
- Félix Kon
- Józef Unszlicht

Las actividades del Polrevkom se desarrollaron en el norte del frente del Ejército Rojo. Al sur existió un Comité Revolucionario Galiciano (Galrevkom) con sede en Tarnópol en la Galicia oriental, con el fin de estimular la creación de una región autónoma que apoyase a la Rusia bolchevique en su esfuerzo bélico contra Polonia. 
El nacionalismo polaco propagado por el régimen de Józef Piłsudski significó un gran problema para el Polrevkom, tachado de traición al colaborar con las tropas soviéticas contra una Polonia que acababa de recuperaba su independencia; la propaganda nacionalista polaca identificaba a los soviéticos como "continuadores" de las detestadas autoridades de la Rusia zarista y ello causó que el Polrevkom ganase en realidad muy poco apoyo entre la población polaca. De hecho, la mayor ayuda y adhesión efectiva recibidas por el Polrevkom provenía de las comunidades urbanas de judíos opuestos al nacionalismo polaco, lo cual le generó un mayor aislamiento ante la población a la cual pretendía gobernar.
Tras la severa derrota soviética en la Batalla de Varsovia el 20 de agosto de 1920, el Polrevkom debió rápidamente salir de Bialystok a fines del mes de agosto siguiendo a la paulatina retirada del Ejército Rojo, refugiándose de nuevo en Minsk y disolviéndose para todo efecto práctico.